# Суджинская надпись
Суджинская надпись, или надпись из Суджи, — памятник древнетюркской письменности, (битик, тамга). Найден профессором Г. Рамстедтом в 1900 году в Монголии в местности  Сүүжийн-Дабан Süüdziin-dawaa (48°30’ N, 105° O), в верховьях реки Селенги в северной Монголии.
Надпись была выполнена на надгробной стеле и посвящалась кыргызскому вельможе. Битик (руны, тамга) датируются  началом IX века. Сама стела не сохранилась, текст надписи, впервые опубликованный в 1913 году, многократно переиздавался и переводился различными учёными-тюркологами, но единого мнения о правильности перевода, в связи с различным пониманием и толкованием нескольких мест первых строк надписи, среди учёных не существует.

## Перевод надписи

Рунический текст памятника

Литературный перевод первых 5 строк Суджинской надписи по И. В. Кормушину (общее количество строк памятника — 11):
- На уйгурской земле Яглакар-ханов (я был) назначен.
- Я — сын кыргызов. Я — благородный судья.
- Я — министр благородного тархана-первого министра.
- Слава обо мне распространилась на востоке и на западе.
- Я был богат. У меня было десять загонов для скота, а лошадей — без счёта.

(2) Qyrqyz oγly män boĭla qutluγ jarγan
(3) män qutluγ baγa tarqan ögä buĭruqy män
(4) küm soruγum kün toγsuqa batsyqa
(5) tägdi baĭ bar ärtim aγylym on jylqym sansyz ärti
(6) inim jiti urym üč qyzym üč ärti äblädim oγlumyn
(7) qyzymyn qalynsyz birtim maryma jüz är turuγ b(ir)tim
(8) jäginimin atymyn körtim amty öltim
(9) oγlanym ärdä marymynča bol qanqa tap qatyγlan
(10) uluγ oγlum s...a bardy

## Проблемы интерпретации
Проблемой остаётся перевод и интерпретация первых трёх строк Суджинской надписи. Согласно В. В. Тишину выражение qïrqïz oγlï (сын кыркыза) стоит интерпретировать как «подданный кыркызов», соответственно предполагая, при учёте данных из первой строки (На уйгурской земле Яглакар-ханов), что надпись посвящена одному из уйгурских военачальников, оставшихся на территории Монголии после 840 года.